# Station Redon
Station Redon is een spoorwegstation in de Franse gemeente Redon.